# Hans Pizka
Hans Pizka (né le 17 mars 1942 à Metz, Moselle) est un corniste autrichien de renommée internationale. 

## Biographie
Hans Pizka naît à Metz en 1942, pendant l'annexion. Il est le fils aîné du cornettiste Erich Pizka de Linz. Son premier maître est son père. Plus tard, il étudie le cor avec Gottfried von Freiberg et Joseph Veleba à Vienne. À quinze ans, il joue son premier concerto pour cor avec un orchestre professionnel. Il obtient son diplôme au lycée académique de Linz, tout en étudiant le droit.
Sa carrière débute au Bruckner Orchester de Linz. En 1967, il remplace Gerd Seifert à l'Orchestre symphonique de Düsseldorf (Deutsche Oper am Rhein). De 1967 à 2007, il est cor solo de l'Orchestre d'État bavarois de Munich. Depuis 1978, il joue souvent avec l'Orchestre philharmonique de Vienne. Il enseigne le cor, comme chargé de cours et publie de nombreux travaux sur cet instrument.  
Il joue sous la direction de chefs d'orchestre de renom tels que Herbert von Karajan, Karl Böhm, Carlos Kleiber, Wolfgang Sawallisch, Zubin Mehta, Seiji Ozawa, Riccardo Muti, Claudio Abbado, Rafael Kubelik, Leonard Bernstein. Hans Pizka se produit comme soliste dans de nombreux pays (Allemagne, Japon, République tchèque, Bulgarie, Thaïlande, Chine, Italie, Espagne, Brésil, Argentine, Uruguay, Colombie, Chili, États-Unis, Égypte, Singapour, Roumanie et Lituanie). 
Membre pendant 18 ans du Conseil consultatif de l'International Horn Society, il en est, depuis 2002, membre honoraire. Il traduit et publie de 1983 à 1994 Horn Call, le journal de l'IHS en allemand. 
Pour son dévouement à la vie artistique, comme ambassadeur de la musique, il a été distingué par le Président autrichien[réf. nécessaire].

## Ses travaux
- Mozart und das Horn
- Hornistenlexikon 1986
- Wagner und das Horn
- Josef Suttner - Hornist und Kammervirtuose, Schneider Musikverlag, Tutzing 2009.